# Robert Bennesh
Robert Bennesh, född den 31 juli 1986, är en svensk musiker som sedan september 2024 är organist i Uppsala domkyrkoförsamling.
Bennesh är uppvuxen i Bjärred och började tidigt spela piano och orgel. Han har en masterexamen i kyrkomusik från Musikhögskolan i Malmö, en examen från musikkonservatoriet i Köpenhamn samt ett solistdiplom i orgel från det amerikanska universitetet Yale. Han har varit organist i Skanör-Falsterbo församling och 2016–2024 domkyrkoorganist i Lunds domkyrka. I september 2024 tillträdde han en tjänst som organist i Uppsala domkyrka.
Bennesh är sedan 2020 ordförande för Svenska kyrkans musikkommitté.